# بطولة الأمم الست للسيدات 2017
بطولة الأمم الست للسيدات 2017 (بالفرنسية: Tournoi des Six Nations féminin 2017)‏ هو الموسم 22 من  بطولة الأمم الست للسيدات. أقيم خلال الفترة 3 فبراير 2017 وحتى 18 مارس 2017، وفاز فيه منتخب إنجلترا الوطني لاتحاد الرغبي للسيدات.